# 246-й истребительный авиационный полк (первого формирования)
246-й истребительный авиационный полк (246-й иап) — воинская часть Военно-воздушных сил (ВВС) Вооружённых Сил РККА, принимавшая участие в боевых действиях Великой Отечественной войны.

## Наименования полка
За весь период своего существования полк несколько раз менял своё наименование:
- 246-й истребительный авиационный полк
- 295-й истребительный авиационный полк (второго формирования)

## Создание полка
246-й истребительный авиационный полк сформирован 4 мая 1941 года в составе 66-й истребительной авиационной дивизии Одесского военного округа на аэродроме г. Запорожье.

## Переформирование полка
Согласно устному приказу начальника УТЦ ВВС Южного фронта полковника Комлева 27 октября 1941 года 246-й истребительный авиационный полк переименован в 295-й истребительный авиационный полк. Штабам 295-го и 246-го иап, входивших в состав УТЦ приказано обменяться номерами, печатями и штампами с оставлением личного состава и штабных документов.

## В действующей армии
В составе действующей армии:
- с 31 июля 1941 года по 27 октября 1941 года

## Командиры полка
| Звание | Имя                      | Период               | Примечание |
| ------ | ------------------------ | -------------------- | ---------- |
| майор  | Смоляков Платон Ефимович | 07.1941 — 27.10.1941 |            |

## В составе соединений и объединений
| Период        | Фронт (округ)          | армия             | дивизия                                 | примечание               |
| ------------- | ---------------------- | ----------------- | --------------------------------------- | ------------------------ |
| 04.05.1941 г. | Одесский военный округ | ВВС округа        | 66-я истребительная авиационная дивизия | Запорожье, И-16          |
| 22.06.1941 г. | Южный фронт            | ВВС Южного фронта | 66-я истребительная авиационная дивизия | И-16                     |
| 12.09.1941 г. | Южный фронт            | ВВС Южного фронта | Учебно-тренировочный центр              | И-16                     |
| 27.10.1941 г. | Южный фронт            | ВВС Южного фронта | Учебно-тренировочный центр              | переименован в 295-й иап |

## Участие в операциях и битвах
- Приграничные сражения с 22 июня 1941 года по 29 июня 1941 года
- Удары по Плоешти, Джурджу и Бухаресту 26 июня 1941 года
- Удары по танковым колоннам противника в районах Юров, Коростень, Житомир и отражение вражеского наступления на Уманском направлении с 10 июля 1941 года по 15 июля 1941 года

| И-15 бис | И-153 | И-16 |

## Самолёты на вооружении
| Период      | Самолёты |
| ----------- | -------- |
| 1941 — 1941 | И-16     |